# Monotonodites pauperellus
Monotonodites pauperellus är en skalbaggsart som först beskrevs av Lewis 1893.  Monotonodites pauperellus ingår i släktet Monotonodites och familjen stumpbaggar. Inga underarter finns listade i Catalogue of Life.